# Високинь
Високи́нь —  село в Україні, у Ріпкинській селищній громаді Чернігівського району Чернігівської області. Населення становить 153 осіб. До 2020 орган місцевого самоврядування — Пушкарівська сільська рада.

## Історія
Відповідно до розпорядження Кабінету Міністрів України № 730-р від 12 червня 2020 року «Про визначення адміністративних центрів та затвердження територій територіальних громад Чернігівської області», увійшло до складу Ріпкинської селищної громади.
19 липня 2020 року, в результаті адміністративно - територіальної реформи та ліквідації Ріпкинського району, село увійшло до складу Чернігівського району Чернігівської області.

## Населення

### Мова
Розподіл населення за рідною мовою за даними перепису 2001 року:
| Мова       | Кількість | Відсоток |
| ---------- | --------- | -------- |
| українська | 150       | 98.04%   |
| російська  | 3         | 1.96%    |
| Усього     | 153       | 100%     |

## Господарство
Функціонує Селянське (фермерське) господарство "ОЛЬХОВИК". Вид діяльності: вирощування зернових культур.